# NGC 6868
NGC 6868 is een elliptisch sterrenstelsel in het sterrenbeeld Telescoop. Het hemelobject werd op 7 juli 1834 ontdekt door de Britse astronoom John Herschel.

## Synoniemen
- ESO 233-39
- AM 2006-483
- PGC 64192